# Copla de arte mayor
La copla de arte mayor es una estrofa de la métrica castellana en rima consonante, compuesta por versos de arte mayor, más en concreto dodecasílabos de arte compuesto (escindidos en dos hexasílabos separados por una cesura), con tres rimas consonantes distribuidas en dos cuartetos (ABBAACCA), más raramente serventesio uno de ellos (ABABACCA), de rima cruzada o abrazada.

## Historia
Introducida a principios del siglo XIV por el canciller Pero López de Ayala en el famoso pasaje del Deytado sobre el Cisma de Occidente de su Rimado de Palacio, fue cultivada durante el siglo XV y primera mitad del XVI por poetas del Prerrenacimiento español de la Escuela alegórico-dantesca como Pablo de Santa María, micer Francisco Imperial, Juan de Mena, Íñigo López de Mendoza, marqués de Santillana, o Diego de Burgos. Se la ha llamado también octava o copla de Juan de Mena, por ser él su principal exponente, aunque también antigua octava castellana y octava de arte mayor.
Su estructura es ABBAACCA y más raramente ABABBCCB o ABBAACAC con versos dodecasílabos divididos en dos hemistiquios de casi siempre 6 sílabas separados con cesuras de ritmo dactílico: cada sílaba tónica debe estar separada de la siguiente por dos sílabas átonas, de forma que cada verso tenga cuatro ejes rítmicos acentuales:

Al muy prepotente   don Juan el segundo

a aquel con quien Júpiter   tovo tal celo

que tanta de parte   le fizo del mundo 

cuanta a sí mesmo   se fizo del cielo; 

al gran rey de España,   al César novelo 

al que con Fortuna   es bien fortunado; 

a aquel en quien caben   virtud y reinado 

a él la rodilla   fincada por suelo. 

(Juan de Mena, Laberinto de Fortuna)

De carácter solemne y elevado, asignado por sus introductores, Pero López de Ayala y Francisco Imperial, quien buscaba un verso castellano para los temas altos equivalente al endecasílabo italiano, se empleó para la poesía heroica (Comedieta de Ponça, del Marqués de Santillana) y la intelectual, didáctica y moralizadora (Laberinto de Fortuna, de Juan de Mena), si bien la monotonía machacona del ritmo dodecasílabo la fue postergando durante el Renacimiento por estrofas o agrupaciones métricas de endecasílabos más flexibles para ese mismo propósito, como la octava real o los tercetos encadenados.